# أليكس إريك
أليكس إريك (بالفرنسية: Alex Éric)‏ (21 سبتمبر 1990 في فرنسا - ) هو لاعب كرة قدم فرنسي في مركز الوسط.

## وصلات خارجية
- أليكس إريك على موقع قاعدة بيانات كرة القدم.إي يو (الإنجليزية)
- أليكس إريك على موقع ناشيونال فوتبول تيمز (الإنجليزية)
- أليكس إريك على موقع Soccerway.com (الإنجليزية)